# Lestinogomphus angustus
Lestinogomphus angustus е вид насекомо от семейство Гомфиди (Gomphidae).

## Разпространение
Видът е разпространен в Ангола, Ботсвана, Демократична република Конго, Замбия, Зимбабве, Кения, Малави, Мали, Мозамбик, Намибия, Свазиленд, Танзания, Уганда и Южна Африка (Гаутенг, Квазулу-Натал и Лимпопо).